# Sommer-OL 1916
Sommer-OL 1916, officielt Den sjette olympiades lege, skulle være afholdt i Berlin i 1916 på det nybyggede Deutsches Stadion i Grunewald, men blev aflyst på grund af 1. verdenskrig.